# Georgetown, Guyana

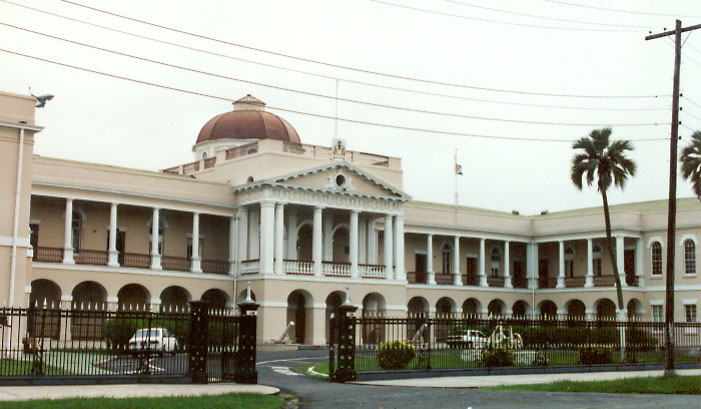
Clădirea Parlamentului

Georgetown este capitala și cel mai mare oraș și port al statului Guyana.

## Așezare
Orașul este așezat în regiunea Demerara Mahaica la țărmul oceanului Atlantic în locul vărsării râului Demerara în ocean.

## Economia
Georgetown e un centru economic important atât pentru Guyana cât și pentru zona Caraibelor.Aici își are sediul CARICOM-comunitatea economică caraibiană.Prin portul său se exportă zahăr, trestie de zahăr, aur și diamante.

## Personalități născute aici
- E. R. Braithwaite (1912 - 2016), scriitor, diplomat;
- Anthony Chinn (1930 - 2000), actor;
- Mike Phillips (n. 1941), scriitor britanic;
- Walter Rodney (1942 - 1980), istoric, activist;
- Mark Phillips (1961), politician, premier;
- Letitia Wright (n. 1993), actriță britanică.

## Orașe înfrățite
- San Luis, Statele Unite
- Port of Spain-Trinidad și Tobago

1. ↑   https://www.stabroeknews.com/2023/07/06/news/guyana/alfred-mentore-is-new-city-mayor/ Lipsește sau este vid: |title= (ajutor)